# Сумська спеціалізована школа I—III ступенів № 29
Спеціалізована школа I—III ступенів № 29 — комунальний освітній заклад у Сумах.

## Історія
Будівництво закладу відбувалось поетапно: 
- 1993 - відкрито перший блок для молодших класів.
- 1995 - введено другий блок для середньої та старшої школи.
- 2002 - збудовано третій блок для шкільної їдальні, актової зали, майстерні.
- 2004 - відкрито спортивний гімнастичний зал.
- 2009 - добудовано великий ігровий зал.

У 2004-2005 навчальному році заклад змінив назву. Нині - це Комунальна установа Сумська спеціалізована школа I-III ступенів №29.
По проекту школа розрахована на 1200 учнів, на сьогодні у 47 класах навчається 1248 учнів, яким дають ґрунтовні знання 133 педагога.
У закладі створена належна матеріально-технічна база, що відповідає сучасним вимогам: кабінети інформатики, хімії, історії, світової літератури, музики, художньої культури, театрального мистецтва, хореографії, хоровий клас.

## Напрями діяльності
У закладі запроваджено поглиблене та профільне вивчення предметів художньо-естетичного циклу з 2 по 9 класи, гуманітарного та природно-математичного циклів з 8 по 11 клас, діє 4 відділення різного мистецького профілю: музичне, хореографічне, театральне та художнє, до складу яких входять учні класів відповідної спеціалізації. Працюють предметні гуртки, студії, клуби.
У 2015 році відповідно до рішення регіональної експертної ради з питань ліцензування та атестації навчальних закладів при Департаменті освіти і наука Сумської обласної державної адміністрації заклад визнано атестованим з відзнакою за рівнем впровадження повної загальної середньої освіти, рівень освітньої діяльності — «високий».

## Розвиток творчих здібностей
За останні десять років шість учителів стали призерами І-III етапів Всеукраїнського конкурсу «Учитель року». Учителями-предметниками розроблено  та схвалено МОН України 68 профільних програм для використання у спеціалізованих загальноосвітніх навчальних закладах. Педагоги беруть участь в експертній комісії з апробації підручників.
Учні — неодноразові переможці ІІ-IV етапів Всеукраїнських учнівських олімпіад, конкурсів Малої академії наук, Інтернет — олімпіад, серед них є стипендіати міського голови.
За п'ять років 3386 учнів школи взяли участь у міжнародних, всеукраїнських конкурсах «Кенгуру», «Колосок», «Лелека», «Левеня», «Геліантус», «Бобер» з математики, української мови, інформатики, біології, фізики, англійської мови, історії.
За період 2012—2017 р.р. талановиті, обдаровані учні школи  отримали значну кількість перемог у конкурсах, фестивалях міського, обласного, Всеукраїнського, міжнародного  рівнів. Усього — 1061.
У школі працюють два колективи — студія образотворчого мистецтва «Палітра», вокально-фольклорний ансамбль «Дивоцвіт», які мають звання «Зразковий».  Звання «Зразковий» має шкільний музей «Бойова слава 232-СКД».
Переможцями міського огляду- конкурсу «Кращий навчальний кабінет» стали кабінети світової літератури, історії, географії, математики, української мови, інформатики.
Школа співпрацює з вищими навчальними закладами міста: Сумський Державний університет, Сумський державний педагогічний університет ім. А. С. Макаренка.
1. ↑  КУ Сумська СШ № 29, м.Суми - Сумська область. ІСУО. su.isuo.org. Процитовано 23 лютого 2025.
2. ↑  Матеріально-технічна база. www.school29.sumy.ua (укр.). Процитовано 23 лютого 2025.
3. ↑  Історія. www.school29.sumy.ua (укр.). Процитовано 23 лютого 2025.
4. ↑  Реактор, компанія. Комунальна установа Сумська спеціалізована школа I-III ступенів №29 в Сумах — 🎓Education.ua. www.education.ua (укр.). Процитовано 23 лютого 2025.
5. ↑  Мистецька освіта. www.school29.sumy.ua (укр.). Процитовано 23 лютого 2025.